# Alfred Pleasonton
Alfred Pleasonton (7. juli 1824 – 17. februar 1897) var officer i den amerikanske hær og general i unionshæren under Den amerikanske Borgerkrig. Han kommanderede kavalerikorpset i Potomac-hæren under Gettysburg-kampagnen, herunder det største slag som fortrinsvis blev udkæmpet mellem kavalerienheder under krigen – slaget ved Brandy Station. I 1864 blev han overført til området vest for Mississippifloden hvor han besejrede sydstatsgeneralen Sterling Price i to afgørende slag, som effektivt afsluttede krigen i Missouri.

## Tidlige år
Pleasonton blev født i Washington, D.C. som søn af Stephen og Mary Hopkins Pleasonton. Stephen var en kendt person, da Alfred blev født. Under Den britisk-amerikanske krig (1812) var han ansat i udenrigsministeriet (State Department), og det var hans personlige initiativ, som reddede vigtige dokumenter i Nationalarkivet fra at blive ødelagt under det britiske raid mod Washington, herunder den originale Uafhængighedserklæring og USA's forfatning. Mens han var ansat i finansministeriet, var han involveret i skandaler i 1830-erne om korruption i forbindelse med tildeling af kontrakter om bygning af fyrtårne, som viste sig at være for dårligt konstruerede og begyndte at forfalde alt for hurtigt. Hans embedsførelse blev undersøgt af USAs Kongres, som omtalte hans ”sløvhed og misrøgt af embede”, og det førte til, at han blev afskediget i 1852, hvilket kastede en skygge over familiens rygte. (Administrationen af USA’s fyrtårne blev overført til en ni-mands bestyrelse, som bl.a. bestod af Alfreds fremtidige overordnede under borgerkrigen George G. Meade.)
Alfreds langt ældre bror Augustus gik på West Point og gjorde tjeneste som assisterende generaladjudant og regnskabsfører i staten Pennsylvania. Hans valg af karriere havde tydeligvis betydning for den yngre bror, og begge drenge var sikret optagelse på militærakademiet gennem deres fars berømmelse fra krigen i 1812.
Alfred fik eksamen fra West Point i 1844 og blev sekondløjtnant i det første dragonregiment (tungt kavaleri), som blev stationeret i Fort Atkinson, Iowa. Han fulgte med sit regiment til tjeneste i grænseområderne i Minnesota, Iowa og Texas. Han kæmpede med 2. dragonregiment i den Mexicansk-amerikanske krig og opnåede en midlertidig forfremmelse til premierløjtnant for tapperhed i slaget ved Palo Alto og slaget ved Resaca de la Palma i Texas i 1846. Han gjorde tjeneste som regimentets adjudant efter krigen og blev forfremmet til kaptajn i 1855.

## Borgerkrigen

### Fra Halvøen til Chancellorsville
I starten af borgerkrigen i 1861 rejste kaptajn Pleasonton med 2. dragonregiment fra Fort Crittenden i Utah territoriet, til Washington D.C. Trods en aktiv, politisk indsats fra sin side, hvor han forsøgte at udnytte sin nu afdøde og vanærede fars blegnede, politiske forbindelser fik han ikke de samme hurtige forfremmelser som nogle af sine kolleger, og blev først major i begyndelsen af 1862. Han kæmpede uden at gøre væsen af sig i Peninsula kampagnen i Virginia og blev endelig forfremmet til brigadegeneral den 16. juli 1862 og ledede en kavaleribrigade i Potomac-hæren.
Den 2. september overtog Pleasonton kommandoen over en kavaleridivision og blev såret af en artillerigranat i Slaget ved Antietam. Altid ambitiøs var han utilfreds med ikke at blive forfremmet til generalmajor for sin indsats og hævdede fejlagtigt, at hans division og især det artilleri, som havde været tilknyttet ham, havde haft en afgørende betydning for slagets udfald. (Han fik en midlertidig udnævnelse til oberstløjtnant i den regulære hær, formentlig alene på grund af hans overdrevne rapport efter slaget, som ikke blev bekræftet af andre generaler).
I slaget ved Chancellorsville, fortsatte Pleasanton sin praksis med at promovere sig selv. Han hævdede, at han midlertidigt stoppede et angreb fra Stonewall Jacksons korps, og at han havde opnået at forhindre den totale ødelæggelse af Unionens XI korps den 2. maj 1863. Han var tilstrækkeligt overbevisende til, at Army of the Potomac’s øverstkommanderende generalmajor Joseph Hooker fortalte præsident Abraham Lincoln, at Pleasanton "reddede unionshæren" ved Chancellorsville. Kamprapporter indikerer imidlertid, at Pleasantons rolle var betydeligt mindre vigtig, end han selv hævdede og kun vedrørte en lille del af Sydstaternes infanteri ved Hazel Grove. Ikke desto mindre sikrede hans påstande ham forfremmelse til generalmajor i den frivillige hær den 22. juni 1863, og da den uduelige kommandør for kavalerikorpset, generalmajor George Stoneman, blev afløst efter Chancellorsville, udpegede Hooker Pleasanton som midlertidig erstatning. Pleasonton kunne ikke acceptere selv denne ophøjede placering på en pæn måde. Han skrev til general Hooker: "Jeg kan ikke ... forblive tavs om den utilfredsstillende tilstand, som jeg finder dette korps i ... ansvaret for dets nuværende tilstand … hviler ikke på mig."

### Gettysburg
Pleasontons første slag i sin nye rolle udspillede sig en måned senere under Gettysburg kampagnen. Han førte Unionens kavaleri i Slaget ved Brandy Station, den største træfning som primært blev udkæmpet mellem kavaleristyrker under krigen. Unionens kavaleri mere eller mindre snublede over J.E.B. Stuart's sydstatskavaleri, og det 14 timer lange slag var blodigt, men uden vinder. Stuart var pinligt berørt over at være blevet overrasket, og Unionens ryttere fik større tiltro til deres egne evner. Underordnede officerer kritiserede Pleasonton for ikke aggressivt at have slået Stuart ved Brandy Station. General Hooker havde beordret Pleasonton til at "sprede og ødelægge" Sydstaternes kavaleri nær Culpeper i Virginia, men Pleasonton hævdede, at han kun havde fået ordre til at gennemføre en storstilet rekognoscering mod Culpeber og efterrationaliserede således sine handlinger.
I resten af Gettysburg-kampagnen op til det store slag var Pleasonton ikke nogen kompetent kavalerikommandør og var i reglen ude af stand til at meddele sin overordnede, hvor fjendens tropper stod, og hvad deres hensigter var. Army of Northern Virginia, under general Robert E. Lee sneg sig forbi Unionens styrker gennem Shenandoah dalen og nordpå ind i Pennsylvania. Det foregik, mens han forsøgte at få politisk indflydelse ved at forfremme sønnen af et kongresmedlem, kaptajn Elon J. Farnsworth, der var medlem af hans stab, direkte til brigadegeneral. Pleasonton forfremmede også kaptajn Wesley Merritt og premierløjtnant George Armstrong Custer til brigadegeneraler.
Pleasonton skrev til kongresmedlemmet og klagede over sin mangel på mandskab og heste sammenlignet med J.E.B. Stuarts. Han manøvrerede også politisk for at få kontrol over kavaleristyrken under generalmajor Julius Stahel, som ledede kavaleriet ved forsvarsstillingen i Washington. Manøvren virkede. Stahel blev afskediget fra sin post, og hans tropper overført til Pleasonton. Hærens øverstkommanderende Joseph Hooker var rasende over disse aktiviteter, og det var formentlig kun fordi, at han selv blev fjernet fra sin post den 28. juni 1863, at Pleasontons karriere ikke fik en brat ende.
I Slaget ved Gettysburg kendte Pleasontonss nye overordnede, generalmajor George G. Meade, hans rygte (og hans fars) og holdt ham i kort snor. I de tre dage slaget varede, måtte Pleasonton blive sammen med Meade i hærens hovedkvarter frem for i kavalerikorpsets hovedkvarter, som lå i nærheden, og Meade udøvede mere direkte kontrol over kavaleriet end en øverstkommanderende normalt ville gøre. Efter krigen prøvede Plesonton at beskrive sin rolle i slaget som en af de større, herunder at forudsige overfor Meade, at byen Gettysburg ville blive det afgørende punkt, og efter Sydstaternes nederlag i Picketts angreb (Pickett’s Charge)sagde han, at han tilskyndede Meade til at angribe general Lee og knuse ham. Han hævdede dog først disse ting, efter at Meade var død, og indvendinger var umulige. På den anden side kan Pleasonton ikke beskyldes for det uheldige kavaleriangreb den 3. juli, hvor Meade beordrede divisionen under brigadegeneral Judson Kilpatrick til at angribe den højre flanke af sydstatshæren, hvilket resulterede i et selvmorderisk angreb mod infanteri i fast stilling og Elon Farnsworth`s nytteløse død.

### Vest for Mississippi
Pleasonton blev overført til området vest for Mississippifloden og fik kommandoen over det centrale Missouri militærdistrikt og St. Louis militærdistriktet i 1864. Han klarede sig godt og besejrede general Sterling Price i Slaget ved Little Blue River, Slaget ved Byram's Ford og Slaget ved Marais des Cygnes, som fjernede den sidste trussel fra Sydstaterne i Vesten. Han fik en midlertidig udnævnelse til brigadegeneral i den regulære hær for kampagnen i Missouri og til general for sin tjeneste i det hele taget under krigen, begge dele fra 13. marts 1865.

## Efter krigen
Selv om Pleasonton havde opnået den honorære rang af midlertidig generalmajor i den regulære hær, blev han efter krigen afmønstret fra den frivillige hær som major i kavaleriet. Da han ikke ønskede at forlade kavaleriet, afslog han en post som oberstløjtnant i infanteriet og blev snart utilfreds med sin stilling i sammenligning med officerer, som han tidligere stod over i rang. Pleasonton trak sig ud af hæren i 1868 og blev opført på hærens liste over fratrådte som major i 1888.
Som civil arbejdede han som skatteindkræver og inspektør i skattevæsenet, men blev bedt om at forlade skattevæsenet, efter at han havde lobbyet i kongressen for at indkomstskatten skulle afskaffes og havde ligget i strid med sine overordnede i finansministeriet. Da Pleasonton nægtede at træde tilbage, blev han fyret. I kort tid gjorde han tjeneste som præsident for ’’the Terre Haute and Cincinnati Railroad’’.
Under et interview i 1895 med skulptøren James E. Kelly hævdede Pleasonton, at han var blevet tilbudt kommandoen over Army of the Potomac. (Et efterfølgende interview med general James F. Wade antydede, at dette tilbud blev fremlagt på et møde i Washington et stykke tid efter Gettysburg.) Pleasonton fortalte Kelly, at han ikke var som Grant. Jeg nægtede at betale prisen." Han hævdede, at de tilbudte betingelser var: "Krigen må ikke slutte, før Syden er knust; slaveriet afskaffet og præsidenten genvalgt." Pleasonton, som altid var mere bureaukrat end ideolog eller stærk leder, ønskede blot at besejre Syden militært, så den ikke kunne true de andre stater, men var ikke overbevist om, at det kunne betale sig at knuse rebellerne, afskaffe slaveriet eller genvælge Lincoln.
Alfred Plesonton døde, mens han sov i Washington D.C. og ligger begravet på the Congressional Cemetery samme sted ved siden af sin far. Før sin død anmodede Pleasonton om, at begravelsen skulle ske uden nogen form for militære æresbevisninger og ville endda ikke begraves i sin gamle uniform, fordi han følte, at hæren havde svigtet ham efter krigen.
Byen Pleasanton i Californien blev opkaldt efter Alfred Pleasanton i 1850-erne. En skrivefejl begået af en ansat i postvæsenet førte åbenbart til afvigelsen i stavemåde. På det kæmpestore Pennsylvania Memorial på slagmarken ved Gettysburg star der en statue af general Pleasonton. Det er dog sandsynligt, at det skal forestille Alfreds bror Augustus, som hørte til i Pennsylvania og var general i statens milits under slaget.